# Augustine Birrell
Augustine Birrell KC (Wavertree, 19 de gener de 1850 – Londres, 20 de novembre de 1933) va ser un polític anglès, membre del Partit Liberal, que va ocupar el càrrec de Secretari en cap per Irlanda entre el 1907 i el 1916. En aquest període, va ser reconegut per haver permès als camperols la propietat de la terra que treballaven, així com per estendre l'educació universitària entre els irlandesos catòlics. Això no obstant, va ser durament criticat per no ser capaç de prendre mesures contra els rebels abans de l'alçament de Pasqua, esdeveniment que el feu dimitir. Advocat de professió, també va ser escriptor, conegut pels seus assajos humorístics.

## Biografia

### Primers anys
Birrell va néixer a Wavertree, prop de Liverpool, essent el fill del reverend Charles Mitchell Birrell (1811-1880), ministre baptiste. Fou educat a l'escola d'Amersham Hall i al Trinity Hall (Cambridge), on fou nomenat Honorary Fellow el 1879. Va començar a treballar en un despatx d'advocats de Liverpool, però de seguida començà a treballar independentment, el 1875. Posteriorment seria membre del Consell de la Reina, des del 1893, i Bencher de l'Inner Temple, des del 1903. Entre el 1896 i el 1899 va ser professor de dret comparat al University College de Londres. El 1911 Birrell va ser el Lord Rector de la Universitat de Glasgow.
La seva primera muller, Margaret Mirrielees, va morir el 1879, només un any després del seu matrimoni, i el 1888 es va casar amb Eleanor Tennyson, filla del poeta Frederick Locker-Lampson i vídua de Lionel Tennyson, fill del també poeta Alfred Tennyson. Van tenir dos fills, un dels quals, Frankie (1889–1935), va convertir-se en periodista i crític, associat amb el Grup de Bloomsbury. Birrell va tenir èxit com a escriptor gràcies a la publicació d'un volum d'assajos titulat Obiter Dicta el 1884. A aquest li seguí una segona sèrie d'Obiter Dicta, el 1887, i Res Judicatae, el 1892. Aquests volums, tot i els seus títols, no estaven relacionats amb el dret, tot i que també va escriure llibres sobre els drets d'autor i el fideïcomís. Birrell escrivia i parlava amb un humor característic, que passà a conèixers com a birrelling.

### Entrada en política
Després de presentar-se i no aconseguir un escó a les eleccions de 1885 i a les de 1886, Birrell finalment va ser escollit membre del Parlament britànic per West Fife el 1889, com a membre del Partit Liberal. Ba aconseguir mantenir el seu escó en les eleccions generals de 1892 i en les de 1895, però en les eleccions de 1900 es va presentar per Manchester North East i va ser derrotat. El 1903 va editar Eight Years of Tory Government (deu anys de govern Tory), un "quadern d'ús pels Liberals", en el qual atacava l'actual administració conservadora en temes tals com l'habitatge i les compensacions als treballadors. Va tornar al Parlament en les eleccions de 1906, aquest cop per Bristol North, en les quals els liberals van aconseguir una gran majoria, essent inclòs en el govern de Henry Campbell-Bannerman com a President de la Junta d'Educació. El desembre de 1905 va ser nomenat membre del Consell Privat del Regne Unit. Com Campbell-Bannerman, Birrell pertanyia a la tradició radical del partit. Birrell també formava part del grup anomenat "Nous Radicals" o "Nous Liberals", entre els que també es trobaven H. H. Asquith, R. B. Haldane i Sir Edward Grey. Birrell va introduir la LLei d'Educació de 1906, que intentava solucionar els greuges no conformistes sorgits de la Llei d'Educació de 1902. Aquesta nova llei va ser aprovada per la Cambra dels Comuns, però la Cambra dels Lords la va esmenar fins a tal extrem que va acabar essent una llei completament diferent de la plantejada per Birrell. Els Comuns no van aprovar les esmenes i, per tant, la llei no fou aprovada. Aquest fet va impedir a Birrell seguir al càrrec, motiu pel qual el gener de 1907 fou nomenat secretari en cap per Irlanda, en substitució de James Bryce, qui havia estat nomenat, al seu torn, ambaixador als Estats Units. En el transcurs del seu període al govern, Birrell va donar suport a diverses mesures progressives i propostes com ara la provisió d'habitatges ampliats, reforma agrària, i menjar per als nens escolaritzats.

### Birrell i les Sufragistes
Birrell no estava, realment, a favor del vot per les dones i, com molts altres companys polítics contemporanis, estava en contra de la militància i violència que les sufragistes estaven desencadenant. El novembre de 1910, Birrell es desplaçava des de la Cambra dels Comuns cap a l'Athenaeum Club quan es va trobar, de cop, envoltat per un grup d'una vintena de sufragistes, que el van reconèixer. Tot i que no creia que hi hagués hagut cap intent important de fer-li mal, sí que va patir algunes ferides menors que li impediren seguir amb la pràctica d'exercici físic important del qual dependia, segons va dir a C. P. Scott, la seva bona salut. Birrell va patir per si havia de necessitar algun tipus d'operació per treure la ròtula del seu genoll, bromejant amb Scott que, en cas afirmatiu, seria per sempre "un polític pusil·lànime" (joc de paraules en anglès: "a weak-kneed politician"; genoll, en anglès, és "knee", mentre que "weak" és dèbil.), fins al final dels seus dies.

### Secretari en cap per Irlanda

#### Llei del Consell, Llei de les Universitats i Llei de la Terra

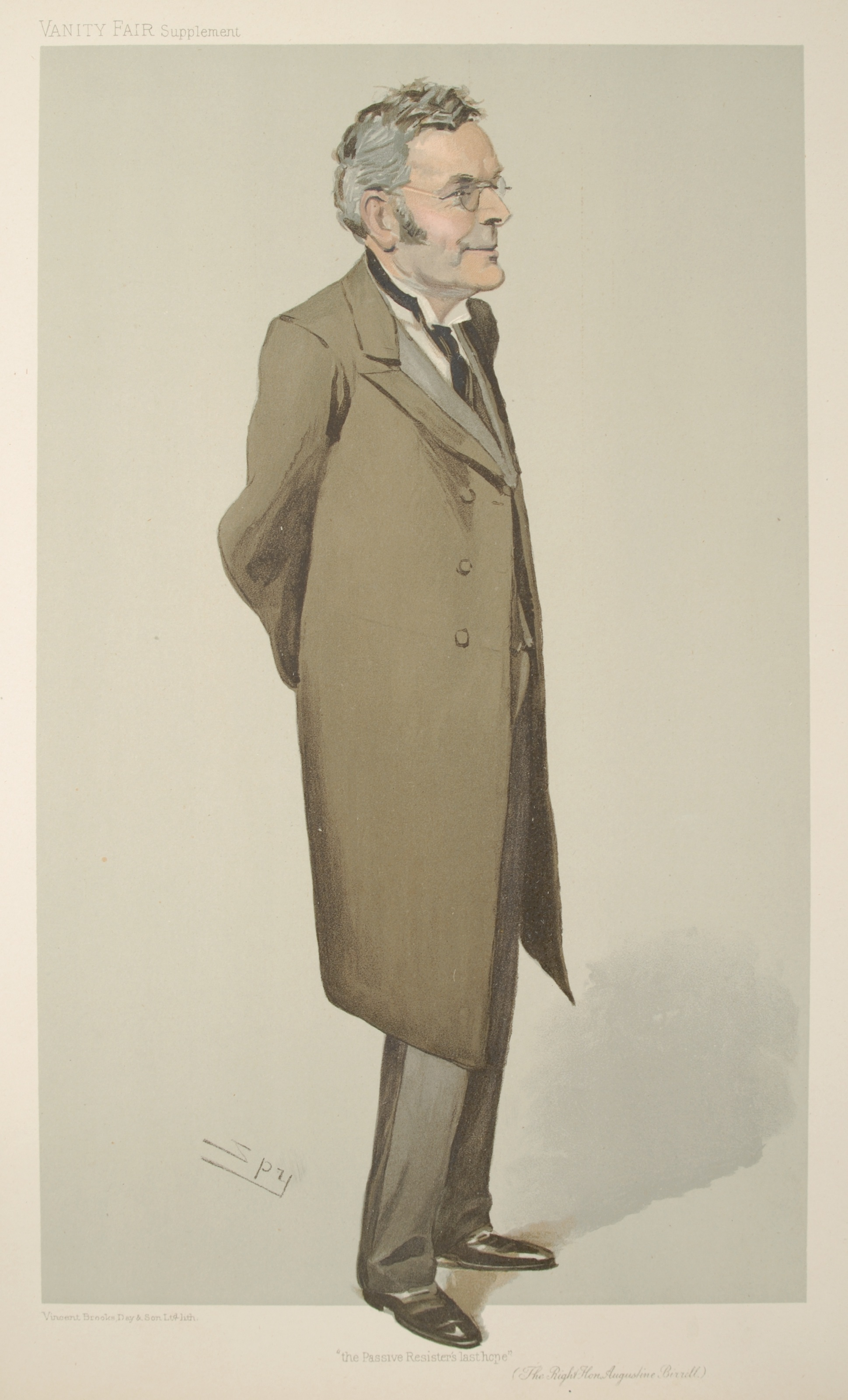
Birrell caricaturitzat per Spy a Vanity Fair, 1906

El sotssecretari de Birrell, i cap del Servei Civil Irlandès, a l'administració del castell de Dublín va ser Sir Antony MacDonnell, qui ja havia treballat amb l'anterior secretari en cap, George Wyndham, en la Llei d'Adquisició de Terres de 1903. Les propostes de MacDonnell per al que es va conèixer com a "devolució" (la transferència de poders locals a Irlanda, sota autoritat central), adoptada per les Associacions de Reforma Irlandesa, va topar amb una forta oposició dels unionistes, fet que va acabar desembocant en la dimissió de Wyndham. Birrell va modificar la proposta de MacDonnell i, el 7 de maig de 1907, va introduir la Llei del Consell Irlandès. Aquesta llei va ser benvinguda per part dels líders nacionalistes John Redmond i John Dillon, mentre que va topar amb l'oposició, per diferents raons, dels unionistes i dels nacionalistes més radicals, que només acceptaven el Govern Local per Irlanda. En una convenció de la United Irish League, l'oposició va ser tan aferrissada que Redmond es va veure obligat a canviar la seva postura; la convenció va rebutjar la llei, provocant que el govern es veiés incapaç de portar-la a bon port. Birrell encara va patir un altre revés quan va intentar reformar la Llei de Crims Irlandesa de 1887, una mesura coercitiva introduïda per Arthur Balfour per combatre els crims al camp, només per veure's enfrontat amb l'increment de la conducció de bestiar. Un altre addumpte, del qual Birrell no es va veure directament implicat, però pel qual va haver d'assumir part de la culpa, va ser el robatori de les Joies de la Corona irlandesa del Castell de Dublín (on el secretari en cap tenia les oficines) el juliol de 1907.
Birrell va tenir més èxit en les seves dues lleis següents: les seves excel·lents relacions tant amb els líders de l'església catòlica romana com amb els de la protestant, li permeteren adoptar la Llei d'Universitats irlandesa de 1908, que establia la Universitat Nacional d'Irlanda i la Universitat Queen's de Belfast, i dissolia la Universitat Reial d'Irlanda. Així, resolia el problema sectari en l'educació superior, dividint les tradicions protestant i catòlica en les seves pròpies esferes, assegurant també que catòlics i acadèmics nacionalistes tinguessin accés a l'educació universitària. Alguns contemporanis també van destacar la seva Llei d'Adquisició de la Terra de 1909, que, tot i que no va aconseguir encertar en les seves previsions financeres, va permetre la compra obligatòria, per part de la Comissió de la Terra, de grans àrees de terrenys pertanyents a grans latifundis, tot i l'oposició de la Cambra dels Lords.

#### Llei del Govern Local

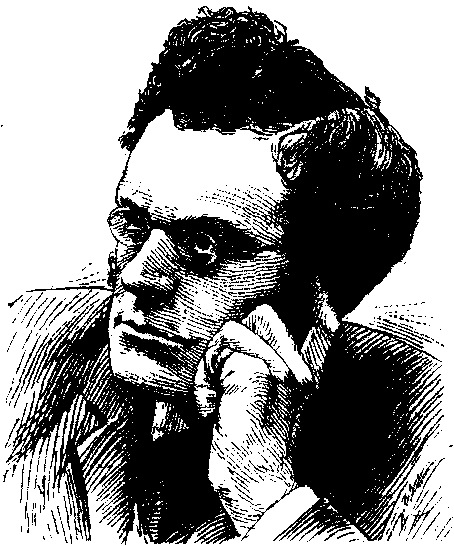
Caricatura d'Augustine Birrell

Després de ser aprobada, amb el suport del Partit Parlamentari Irlandès, la Llei del Parlament de 1911, que restringia el poder dels Lords a vetar lleis, el primer ministre H. H. Asquith va introduir la tercera llei de govern local el 16 d'abril de 1912. Els unionistes, liderats a Irlanda per Edward Carson i a la Gran Bretanya pel líder Tory Andrew Bonar Law, van formar un exèrcit privat, els Voluntaris de l'Ulster, per oposar-se a la llei. Així, Carson va proposar una esmena excloent l'Ulster de l'abast d'aquesta llei. Birrell es va oposar a l'exclusió de cap part del país, i quan David Lloyd George va proposar l'exclusió de sis dels nou comtats de l'Ulster durant un període de cinc o sis anys, Birrell va respondre presentant la seva dimissió. L'historiador Ronan Fanning, en un article, va descriure Birrell com l'"arc hipòcrita", a causa del seu criticisme públic d'aquestes propostes d'exclusió, però l'acceptació privada d'aquestes. La proposta va ser rebutjada tant pels unionistes com pels nacionalistes, fet que va permetre a Birrell seguir en el càrrec. De fet, en aquest moment Lloyd George ja havia substituït efectivament Birrell com a negociador del govern liberal en les discussions relatives al Govern Local. La crisi va seguir viva tot el 1913 i a principis del 1914. La llei fou introduïda per tercera vegada el juliol de 1914, aquest cop amb una esmena que permetia l'exclusió d'alguns dels comtats de l'Ulster, però amb l'inici de la Primera Guerra Mundial la llei va passar-se sense cap més debat, amb la seva implementació suspesa fins al final de la guerra. Tot i així, amb el col·lapse del govern liberal d'Asquith el maig de 1915, i la seva substitució per una coalició, en la qual es trobava Carson, la implementació del Govern local en qualsevol moment va perdre actualitat.

#### Primera Guerra Mundial
A finals del 1915, Birrell era un dels ministres liberals (com Reginald McKenna (Chancellor of the Exchequer), Walter Runciman (president de la Junta de Comerç) i Edward Grey (secretari d'Afers Exteriors)) que no estava a favor de la represa del reclutament, com a mesura relativa a l'esforç de guerra britànic, la guerra total i l'enviament massiu de tropes al front occidental, com defensava el Cap de l'Estat Major Archibald Murray. Tot i així, cap d'ells es va afegir a Sir John Simon (secretari d'Interior), qui va dimitir en protesta pel reclutament d'estudiants, realitzat a partir de la Llei del Servei Militar de 1916. Això no obstant, Birrell va escriure al primer ministre (29 de desembre) criticant Murray i exposant que ell i Runciman estaven d'acord que les finances i la política estratègica eren molt més importants que el reclutament. El reclutament va ser aplicat a la Gran Bretanya, però no a Irlanda.

#### Alçament de Pasqua
El novembre de 1913 havia nascut una nova amenaça per l'administració de Birrell, els Voluntaris Irlandesos, oficialment per protegir el Govern Local però, en realitat, sota la influència de la Germandat Republicana Irlandesa (IRB, per les seves sigles en anglès), pretenia trencar la mateixa unió amb la Gran Bretanya. Els sentiments nacionalistes a Irlanda també havien crescut davant la possibilitat de ser reclutats per lluitar a Europa. Sir Matthew Nathan, sotssecretari de Birrell des d'octubre de 1914, li digué, el setembre de 1915, que el Partit Nacionalista estava perdent terreny al país davant dels nacionalistes més extremistes, sovint anomenats Sinn Féiners. Nathan va prendre algunes mesures al respecte, com ara la supressió d'alguns diaris o forçar als organitzadors dels Voluntaris Irlandesos a marxar del país. Els líders del Partit Irlandès, Redmond i Dillon, el van advertir del perill de dur a terme accions directes contra els 'Sinn Féiners', motiu pel qual l'administració va anar amb compte amb les seves accions. El mateix Birrell tenia la sensació que el perill d'un ultratge bomba era més gran que el d'una insurrecció. His assessment was proved wrong when the Easter Rising began on 24 April 1916.
Birrell estava passant la Pasqua a Londres quan Nathan li telegrafià amb notícies de la captura i enfonsament d'un vaixell carregat d'armes, l'"Aud", així com de l'arrest de Sir Roger Casement. Acabava d'enviar la seva aprovació per l'arrest dels principals líders del moviment dels Voluntaris, el dilluns de Pasqua, quan va ser informat per Lord French, comandant en cap de les forces interiors britàniques, que s'havia produït un alçament a Irlanda. Birrell va mantenir contacte amb Nathan per telègraf, a més de contestar les preguntes del Parlament el dimarts i el dimecres. Finalment, va viatjar a Dublín en un destructor, arribant a primera hora del dijous. Des d'allí va escriure al primer ministre, exposant-li el seu punt de vista de la situació. En una de les cartes que va escriure deia que "no podia seguir endavant". L'1 de maig, l'endemà de suprimit la rebel·lió, Asquith va acceptar la seva dimissió "amb pena infinita". La comissió reial sobre la rebel·lió de 1916 (la comissió Hardinge) va ser crítica amb Birrell i Nathan, principalment per haver fallat en prendre accions contra els rebels les setmanes i els mesos anteriors a l'alçament.

### Vida privada

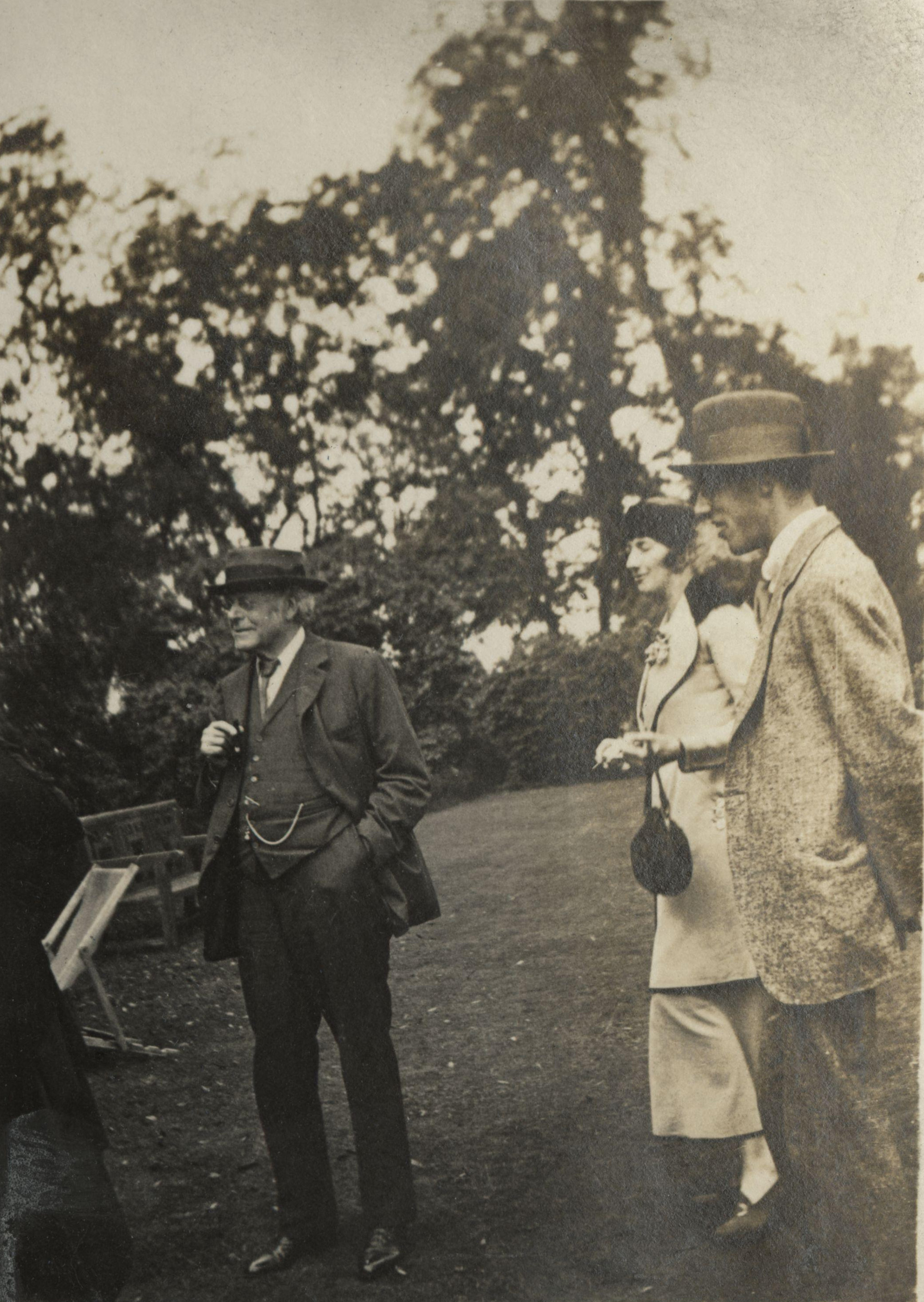
Birrell, amb el seu fill Anthony i Katharine Asquith

Mentre que la primera etapa, com a secretari en Cap, fou un èxit de Birrell, el període comprès entre 1912 i 1916 va mostrar un declivi de la carrera de Birrell, fet que es va emmirallar en la seva vida privada. La muller de Birrell, Eleanor, havia estat patint d'un tumor cerebral inoperable, malaltia que finalment li feu perdre el seny. Aquest fet va afectar profundament a Birrell tant en la vida privada com pública. Això no obstant, com que no ho explicà als seus companys, aquests pensaven que Birrell, senzillament, no era amant de la vida social.
La qualitat de la seva obra pública es va deteriorar i, com ha puntualitzat un historiador, la pressió personal a què es va veure sotmès podria ser un factor contributori en "... la combinació gens característica d'excessiu zel i indecisió que van marcar la resposta de Birrel al tancament patronal de Dublín de 1913". Només després de la mort d'Eleanor, el 1915, Birrell va començar a recuperar part de la seva antiga energia i efectivitat com a ministre.

### Darrers anys
Birrell no va defensar el seu escó en les eleccions de 1918, ni tampoc va tornar a Irlanda. El 1929 va acceptar un doctorat honorari de la Universitat Nacional d'Irlanda, però unes tempestes al Mar d'Irlanda van impedir-li realitzar la travessia, obligant-lo a rebre l'honor en absència. Va tornar a dedicar-se a la literatura, publicant un nou volum d'assajos i articles, More Obiter Dicta (1920), així com un llibre sobre el seu sogre, Frederick Locker-Lampson. Va morir a Londres el 20 de novembre de 1933, als 88 anys. La seva autobiografia, Things Past Redress, va ser publicada pòstumament.

## Obres principals
- Res Judicatae: Papers and Essays, Charles Scribner's Sons 1892
- Obiter Dicta, Elliot Stock, 1885
- More Obiter Dicta, W. Heinemann ltd., 1924
- Miscellanies, Elliot Stock, 1901
- Essays and Addresses, Charles Scribner's Sons, 1901 (same content as Miscellanies)
- Essays about Men, Women, and Books, Elliot Stock, 1895
- Selected Essays: 1884–1907, Thomas Nelson, 1909
- Self-Selected Essays : a Second Series, Nelson, 1917
- In the Name of the Bodleian, and Other Essays, Elliot Stock, 1905
- William Hazlitt, Macmillan, 1902
- Andrew Marvell, Macmillan, 1905